# Złoty Wawrzyn Grzymały
Złoty Wawrzyn Grzymały (Grzymala’s Golden Laurel) – nagroda za najcenniejsze dzieła twórcze polskiego aktora, przyznawana za całokształt twórczości artystycznej przez Kapitułę Złotego Wawrzynu Grzymały obradującą w Zamku Królewskim w Warszawie.
Działalność Kapituły zainaugurowało grono autorytetów w dziedzinie krytyki teatralnej pod przewodnictwem prof. Bohdana Korzeniewskiego. Pierwsza gala wręczenia nagród odbyła się 29 stycznia 1989 roku w Bydgoszczy w rocznicę urodzin i śmierci Adama Grzymały-Siedleckiego, krytyka literackiego i teatralnego, dramatopisarza, tłumacza, prozaika, reżysera. Wyróżnienie otrzymali Irena Eichlerówna, Gustaw Holoubek, Tadeusz Łomnicki. Zgodnie z zasadami działalności Kapituły aktorzy wyróżnieni Złotym Wawrzynem Grzymały zostali jej członkami, z prawem do głosowania nad kolejnymi kandydaturami do nagrody.

## Historia
Autorem i pomysłodawcą wyróżnienia jest twórca inicjatyw teatralnych, impresario teatralny, Ludwik Kamiński. Jego koncepcja działań teatralnych skupionych wokół postaci Adama Grzymały-Siedleckiego powstała w 1983 roku. W tym czasie stworzył Teatr Grzymały, scenę impresaryjną w ramach której prezentował przedstawienia teatralne z udziałem znanych, wybitnych polskich aktorów. W roku 1988 jako pełnomocnik Bydgoskiego Towarzystwa Teatralnego, wspólnie z członkami tego stowarzyszenia, po długich i żmudnych konsultacjach uzyskał aprobatę najwybitniejszych polskich krytyków teatralnych dla idei stworzenia Kapituły Złotego Wawrzynu Grzymały. W skład tego gremium wartościującego dorobek aktorów weszli krytycy: Elżbieta Wysińska, Artur Grodzicki, Andrzej Hausbrandt, Józef Kelera, Jerzy Koenig, Bohdan Korzeniewski, Tadeusz Kudliński, Wojciech Natanson, Henryk Vogler. Inauguracyjne posiedzenie kapituły odbyło się w 1988 roku w Zamku Królewskim w Warszawie na wniosek BTT. Po burzliwych obradach członkowie Kapituły wyłonili pierwszych laureatów. Wyróżnienia za najcenniejsze dzieła twórcze polskiego aktora przyznano Irenie Eichlerównie, Gustawowi Holoubkowi, Tadeuszowi Łomnickiemu.
Pierwsza Gala Wręczenia wyróżnień odbyła się w 1989 roku. Począwszy od tej daty w ramach działalności Teatru Grzymały zorganizowano IX posiedzeń kapituły w Warszawie oraz VIII Gali Wręczenia w Bydgoszczy. Wydarzeniu towarzyszył cykl przedstawień z udziałem wybitnych polskich aktorów pod nazwą „Świat aktorski naszych czasów”. W ramach tej prezentacji bydgoscy teatromani obejrzeli wiele głośnych spektakli, między innymi „Ja Feuerbach” Tankreda Dorsta w reżyserii i z życiową kreacją Tadeusza Łomnickiego. Inspiracją do nazwy cyklu była książka Adama Grzymały-Siedleckiego „Świat aktorski moich czasów”, w której autor w sposób do tej pory niespotykany opisywał współczesne mu gwiazdy polskiej sceny teatralnej, poczynając od Heleny Modrzejewskiej, przez między innymi Mieczysławę Ćwiklińską, Karola Adwentowicza, Junoszę Stępowskiego, kończąc na Bolesławie Leszczyńskim. Przez dziewięć lat Kapituła Złotego Wawrzynu Grzymały wybierając kolejnych laureatów kierowała się przesłaniem jej pierwszego przewodniczącego prof. Bohdana Korzeniewskiego, który na inauguracyjnym posiedzeniu Kapituły powiedział, że „istnieje konieczność na hierarchizowanie wartości dokonań artystycznych. Nie chodzi o to, aby poszczególnym artystom przyznawać kategorie, ale żebyśmy wiedzieli, że istnieje coś wspaniałego – niezwykłego, coś udanego, coś dobrego i coś nieudanego”. Wyróżnieni nagrodą aktorzy powiększali grono członków Kapituły, posiadając prawo głosu wybierali kolejne autorytety sztuki aktorskiej i budowali niepodważalny prestiż tej jedynej w swoim rodzaju nagrody. W 1998 roku w wyniku konfliktu między organizatorem a Urzędem Miasta Bydgoszczy nie doszło do kolejnego posiedzenia Kapituły oraz organizacji X Jubileuszowej Gali Teatralnej.
W 2020 roku rozpoczęto prace nad wznowieniem posiedzeń Kapituły w Warszawie oraz organizacją kolejnych Gali Teatralnych.

### Opis nagrody
Złoty Wawrzyn Grzymały to pozłacany wieniec Wawrzynu o wadze 338 g, średnicy 165 mm, osadzony na szklanym pucharze znajdującym się w czarno-czerwonym etui. Medal z zapinką w kształcie liścia Wawrzynu wykonany ze złota.

## Gale wręczenia Złotego Wawrzynu Grzymały
| Rok  | Aktorzy uhonorowani Złotym Wawrzynem Grzymały                                              |
| ---- | ------------------------------------------------------------------------------------------ |
| 1989 | Irena Eichlerówna, Gustaw Holoubek, Tadeusz Łomnicki                                       |
| 1990 | Halina Winiarska, Zdzisław Mrożewski, Igor Przegrodzki                                     |
| 1991 | Janina Romanówna, Teresa Budzisz-Krzyżanowska, Henryk Borowski                             |
| 1992 | Anna Polony, Wiesław Michnikowski, Zbigniew Zapasiewicz                                    |
| 1993 | Jerzy Trela                                                                                |
| 1994 | Ryszarda Hanin – galę odwołano                                                             |
| 1995 | Irena Kwiatkowska, Anna Seniuk, Jan Peszek                                                 |
| 1996 | Danuta Szaflarska, Janusz Gajos                                                            |
| 1997 | Krystyna Feldman, Izabela Olszewska, Marian Cebulski, Władysław Kowalski, Bronisław Pawlik |

Organizator gali: Ludwik Kamiński – Teatr Grzymały.

## Kapituła Złotego Wawrzynu Grzymały
- Teresa Budzisz-Krzyżanowska (od 1991)
- Irena Eichlerówna (1989–1990)
- Krystyna Feldman (1997–2007)
- Ryszarda Hanin (1994)
- Irena Kwiatkowska (1995–2011)
- Izabela Olszewska (od 1997)
- Anna Polony (od 1992)
- Janina Romanówna (1991)
- Anna Seniuk (od 1995)
- Danuta Szaflarska (1997–2017)
- Halina Winiarska (od 1990)
- Elżbieta Wysińska (1988–2014)
- Henryk Borowski (1991)
- Marian Cebulski (1997–2019)
- August Grodzicki (1988–2003)[1]
- Janusz Gajos (od 1996)
- Andrzej Hausbrandt (1988–2004)
- Gustaw Holoubek (1989–2008)
- Józef Kelera (od 1988)
- Władysław Kowalski (1997–2017)
- Tadeusz Łomnicki (1989–1992)
- Wiesław Michnikowski (1992–2017)
- Zdzisław Mrożewski (1990–2002)
- Wojciech Natanson (1988–1996)
- Bronisław Pawlik (1997–2002)
- Jan Peszek (od 1996)
- Jerzy Koenig – przewodniczący (1992–2008)
- Bohdan Korzeniewski – przewodniczący (1988–1992)
- Igor Przegrodzki (1990–2009)
- Jerzy Trela (od 1993)
- Henryk Vogler (1988–2005)
- Zbigniew Zapasiewicz (1992–2009)
- Ludwik Kamiński – Sekretarz Kapituły (1988–2003)

## Terminy Posiedzeń Kapituły Złotego Wawrzynu Grzymały
- 21 czerwca 1988 r.
- 20 listopada 1989 r.
- 8 października 1990 r.
- 11 października 1991 r.
- 9 listopada 1992 r.
- 27 września 1993 r.
- 28 listopada 1994 r.
- 20 listopada 1995 r.
- 18 listopada 1996 r.